# Antonio Marchetti
Antonio Marchetti (Padua, 1640 — Padua, 22 de octubre de 1730) fue un médico y cirujano italiano. 

## Biografía
Hijo de Pietro Marchetti y hermano de Domenico Marchetti, estudió en la Universidad de Padua y tuvo a su padre como profesor. Obtuvo títulos tanto en Filosofía como en Medicina. Fue profesor de Anatomía de la Universidad de Padua durante 60 años, y desde 1726 ocupó la cátedra de Cirugía. Cirujano particularmente hábil, gozó en vida de fama y popularidad.

## Obra
- Tumores praeter naturam vniuerales, ac particulares hoc anno in archygimnasio patauino Explicabit, Patauii: Typis lo. Batistae Pasquati, 1688.